# Iruka-tó
Az Iruka-tó Inujama városa mellett található Aicsi prefektúrában, Japánban. Ez a második legnagyobb víztározó az országban.

## Adatok
- mélység: 26,9 m
- legmélyebb pont: 120,0 m
- térfogat: 15 187 786 m³
- terület: 152,1 ha

## Történet
- 1868 – a gát heves esőzéseket követően után átszakadt az árvízben 941 ember vesztette életét.[1]
- 1944 – új zsilip építésének befejezése
- 1977 – duzzasztógát fejlesztésének megkezdése
- 1979 – duzzasztógát építésének megkezdése
- 1991 – duzzasztógát építésének befejezése